# Charicrita othonina
Charicrita orthonina là một loài bướm đêm thuộc họ Yponomeutidae. Nó được tìm thấy ở Úc, bao gồm Tasmania.